# Anopheles squamifemur
Anopheles squamifemur is een muggensoort uit de familie van de steekmuggen (Culicidae). De wetenschappelijke naam van de soort is voor het eerst geldig gepubliceerd in 1937 door Antunes.